# Die Stunde des Siegers
Die Stunde des Siegers (Originaltitel: Chariots of Fire) ist ein unter der Regie von Hugh Hudson entstandener Sportlerfilm aus dem Jahr 1981. Der Film gewann den Oscar als Bester Film 1982; ebenso wurde die Filmmusik ausgezeichnet. Das Musikstück Chariots of Fire (ursprünglich Titles) von Vangelis aus der Anfangssequenz ist eine weltweit bekannte Melodie, die bis heute in vielen Filmen Unterlegung für Zeitlupen-Sequenzen ist. Die Musik wurde auch bei der Eröffnungsfeier der Olympischen Sommerspiele 2012 gespielt, während Rowan Atkinson in der Rolle des Mr. Bean die Anfangssequenz in einem Einspielfilm parodierte.
Der englische Titel Chariots of Fire (Streitwagen aus Feuer) stammt aus dem Gedicht And did those feet in ancient time von William Blake, dessen entsprechende Zeile wiederum auf eine Stelle in der Bibel zurückgeht: 2. Buch der Könige 2,11  und 6,17 .

## Handlung
Die Geschichte des Films beruht auf einer wahren Begebenheit. Hauptpersonen sind zwei britische Leichtathleten, die 1924 an den Olympischen Sommerspielen in Paris teilnehmen. Der Sprinter Harold Abrahams ist Jude und wird deswegen an seiner Universität, der University of Cambridge, diskriminiert. Er will dagegen ankämpfen, indem er in seiner Spezialdisziplin, dem 100-Meter-Lauf, die Goldmedaille gewinnt. Während der Vorbereitung für Olympia verliebt er sich in die Sängerin Sybil. Der zweite Athlet ist der tiefgläubige schottische Christ Eric Liddell, der seine Kindheit als Sohn eines Missionar-Ehepaars in China verbracht hat. Dieser ist ebenfalls für den 100-Meter-Lauf nominiert, weigert sich aber daran teilzunehmen, weil die Vorläufe an einem Sonntag stattfinden. Sein Teamkollege Lord Lindsay überlässt ihm dafür seinen Startplatz beim 400-Meter-Lauf, bei dem sowohl die Vorläufe als auch das Finale jeweils auf einen Werktag terminiert sind.
Abrahams engagiert einen professionellen Trainer, Sam Mussabini, der an seiner Lauftechnik arbeitet. Für diese Maßnahme wird er von der Universitätsleitung von Cambridge kritisiert: Es sei unehrenhaft, professionelle Hilfe in Anspruch zu nehmen. Abrahams vermutet hinter der Kritik Antisemitismus. Liddell wird unterdessen von seiner Familie vorgeworfen, der Laufvorbereitung mehr Aufmerksamkeit zu schenken als Gott. Abrahams und Liddell gewinnen schließlich die Finalläufe über 100 Meter bzw. über 400 Meter und kehren erfolgreich nach Großbritannien zurück.
Im Abspann erfährt man, dass Abrahams Sybil heiratete und ein wichtiger Sportfunktionär wurde und dass Liddell 1945 im von Japan besetzten Teil Chinas starb.

## Auszeichnungen (Auswahl)
Academy Awards 1982
- Auszeichnung mit dem Oscar in den Kategorien Bester Film, Bestes Original-Drehbuch, Beste Filmmusik (komponiert von Vangelis – als erste Synthesizer-Filmmusik mit dem Oscar ausgezeichnet) sowie Kostüme.
- Weitere Oscar-Nominierungen in den Kategorien Bester Nebendarsteller (Ian Holm), Bester Regisseur und Bester Schnitt.

British Academy Film Awards 1982
- Auszeichnungen in den Kategorien Bester Film, Bester Nebendarsteller (Ian Holm) und Beste Kostüme.
- Weitere Nominierungen in sieben Kategorien, u. a. Bester Ton.

Bei den Internationalen Filmfestspielen von Cannes 1981 trat der Film im Wettbewerb an. Ian Holm erhielt den Preis als Bester Nebendarsteller.
1982 erhielt der Film einen Golden Globe als Bester ausländischer Film. Das British Film Institute wählte Die Stunde des Siegers im Jahre 1999 auf Platz 19 der besten britischen Filme aller Zeiten.

## Kritik
„Der Film singt das Hohe Lied des Siegers und blendet sowohl zeithistorische Bezüge als auch die Fragwürdigkeit eines unreflektierten Leistungsdenkens aus. Fotografisch brillant und opulent ausgestattet, aber zu oberflächlich.“

„Bis in die Nebenrollen hinein hervorragend besetzt, beschwört Hudsons Film eine Welt voller Edelmut und Ritterlichkeit, in der weniger die Mode der Damen nostalgisch wirkt als der hehre Geist der Athleten, die ihr Ego noch nicht am Bankschalter deponiert haben. Für uns, die wir über Sportler fast nur noch im Chirurgendeutsch und im Finanzkauderwelsch lesen, mutet der Film wie ein Märchen aus einer heilen Welt an, in der die Männer noch Ideale hatten.“